# Grand Prix automobile d'Italie 1994
GP précédent GP suivant
Le Grand Prix automobile d'Italie 1994 (Pioneer 65° Gran Premio d'Italia) disputé sur le circuit de Monza, en Italie, le 11 septembre 1994, est la quarante-quatrième édition du Grand Prix, le 560e Grand Prix de Formule 1 couru depuis 1950 et la douzième manche du championnat 1994.

## Classement
| Pos. | No | Pilote                | Écurie            | Tours | Temps/Abandon                      | Grille | Points |
| ---- | -- | --------------------- | ----------------- | ----- | ---------------------------------- | ------ | ------ |
| 1    | 0  | Damon Hill            | Williams-Renault  | 53    | 1 h 18 min 02 s 754 (236,322 km/h) | 3      | 10     |
| 2    | 28 | Gerhard Berger        | Ferrari           | 53    | + 4 s 930                          | 2      | 6      |
| 3    | 7  | Mika Häkkinen         | McLaren-Peugeot   | 53    | + 25 s 640                         | 7      | 4      |
| 4    | 14 | Rubens Barrichello    | Jordan-Hart       | 53    | + 50 s 634                         | 16     | 3      |
| 5    | 8  | Martin Brundle        | McLaren-Peugeot   | 53    | + 1 min 25 s 575                   | 15     | 2      |
| 6    | 2  | David Coulthard       | Williams-Renault  | 52    | Panne d'essence                    | 5      | 1      |
| 7    | 25 | Éric Bernard          | Ligier-Renault    | 52    | + 1 tour                           | 12     |        |
| 8    | 20 | Érik Comas            | Larrousse-Ford    | 52    | + 1 tour                           | 24     |        |
| 9    | 5  | Jyrki Järvilehto      | Benetton-Ford     | 52    | + 1 tour                           | 20     |        |
| 10   | 26 | Olivier Panis         | Ligier-Renault    | 51    | + 2 tours                          | 6      |        |
| Abd. | 31 | David Brabham         | Simtek-Ford       | 46    | Freins                             | 26     |        |
| Abd. | 3  | Ukyo Katayama         | Tyrrell-Yamaha    | 45    | Freins                             | 14     |        |
| Abd. | 9  | Christian Fittipaldi  | Arrows-Ford       | 43    | Moteur                             | 19     |        |
| Abd. | 15 | Eddie Irvine          | Jordan-Hart       | 41    | Moteur                             | 9      |        |
| Abd. | 4  | Mark Blundell         | Tyrrell-Yamaha    | 39    | Freins                             | 21     |        |
| Abd. | 23 | Pierluigi Martini     | Minardi-Ford      | 30    | Sortie de piste                    | 18     |        |
| Abd. | 24 | Michele Alboreto      | Minardi-Ford      | 28    | Boîte de vitesses                  | 22     |        |
| Abd. | 30 | Heinz-Harald Frentzen | Sauber-Mercedes   | 22    | Moteur                             | 11     |        |
| Abd. | 29 | Andrea De Cesaris     | Sauber-Mercedes   | 20    | Moteur                             | 8      |        |
| Abd. | 32 | Jean-Marc Gounon      | Simtek-Ford       | 20    | Transmission                       | 25     |        |
| Abd. | 19 | Yannick Dalmas        | Larrousse-Ford    | 18    | Sortie de piste                    | 23     |        |
| Abd. | 27 | Jean Alesi            | Ferrari           | 14    | Boîte de vitesses                  | 1      |        |
| Abd. | 12 | Johnny Herbert        | Lotus-Mugen-Honda | 13    | Moteur                             | 4      |        |
| Abd. | 6  | Jos Verstappen        | Benetton-Ford     | 0     | Crevaison                          | 10     |        |
| Abd. | 11 | Alessandro Zanardi    | Lotus-Mugen-Honda | 0     | Collision                          | 13     |        |
| Abd. | 10 | Gianni Morbidelli     | Arrows-Ford       | 0     | Collision                          | 17     |        |
| Nq.  | 34 | Bertrand Gachot       | Pacific-Ilmor     |       | Non qualifié                       |        |        |
| Nq.  | 33 | Paul Belmondo         | Pacific-Ilmor     |       | Non qualifié                       |        |        |

## Pole position et record du tour
- Pole position : Jean Alesi en 1 min 23 s 844 (vitesse moyenne : 249,034 km/h).
- Meilleur tour en course : Damon Hill en 1 min 25 s 930 au 24e tour (vitesse moyenne : 242,988 km/h).

## Tours en tête
- Jean Alesi : 14 (1-14)
- Gerhard Berger : 9 (15-23)
- Damon Hill : 26 (24 / 29-53)
- David Coulthard : 3 (25 / 27-28)
- Mika Häkkinen : 1 (26)

## Statistiques
- 7e victoire pour Damon Hill.
- 75e victoire pour Williams en tant que constructeur.
- 55e victoire pour Renault en tant que motoriste.
- Michael Schumacher ne prend pas part au Grand Prix à la suite de sa suspension pour deux courses reçue au GP de Belgique.
- Retour de Yannick Dalmas qui n'avait plus piloté en Formule 1 depuis 1990.